# Watertown (Florida)
Watertown és una concentració de població designada pel cens dels Estats Units a l'estat de Florida. Segons el cens del 2000 tenia 2.837 habitants.

## Demografia
Segons el cens del 2000, Watertown tenia 2.837 habitants, 1.164 habitatges, i 744 famílies. La densitat de població era de 458,3 habitants/km².
Dels 1.164 habitatges en un 25,5% hi vivien nens de menys de 18 anys, en un 42,4% hi vivien parelles casades, en un 15,2% dones solteres, i en un 36% no eren unitats familiars. En el 31,4% dels habitatges hi vivien persones soles el 15,7% de les quals corresponia a persones de 65 anys o més que vivien soles. El nombre mitjà de persones vivint en cada habitatge era de 2,41 i el nombre mitjà de persones que vivien en cada família era de 3.
Per edats la població es repartia de la següent manera: un 25% tenia menys de 18 anys, un 7,3% entre 18 i 24, un 24,5% entre 25 i 44, un 25,1% de 45 a 60 i un 18,3% 65 anys o més.
L'edat mediana era de 40 anys. Per cada 100 dones de 18 o més anys hi havia 91,8 homes.
La renda mediana per habitatge era de 29.402 $ i la renda mediana per família de 36.179 $. Els homes tenien una renda mediana de 30.353 $ mentre que les dones 21.339 $. La renda per capita de la població era de 13.044 $. Entorn del 12,9% de les famílies i el 17,1% de la població estaven per davall del llindar de pobresa.

## Poblacions més properes
El següent diagrama mostra les poblacions més properes.